# Ursus (Warszawa)

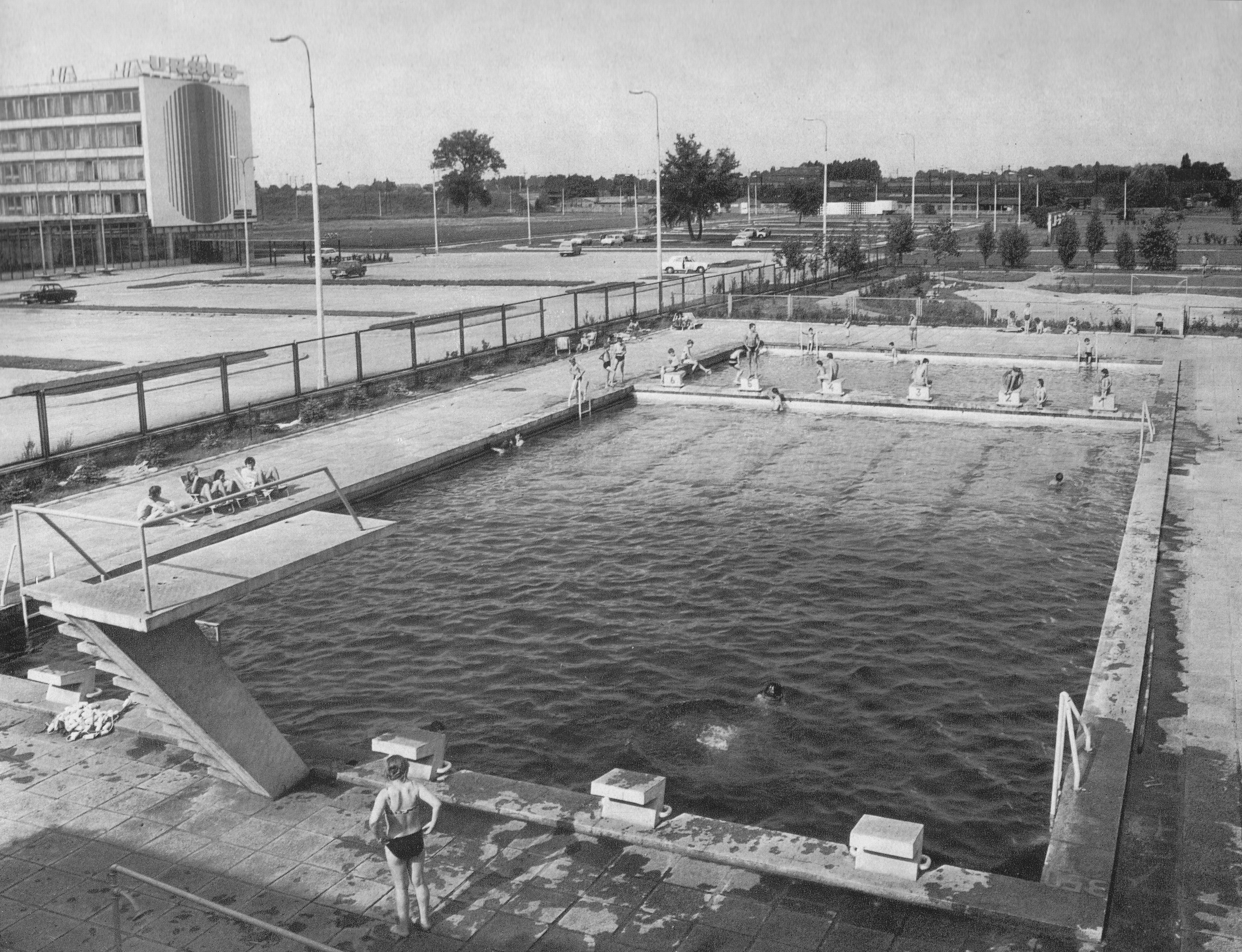
Zespół basenów kąpielowych w Ursusie, lata 70.

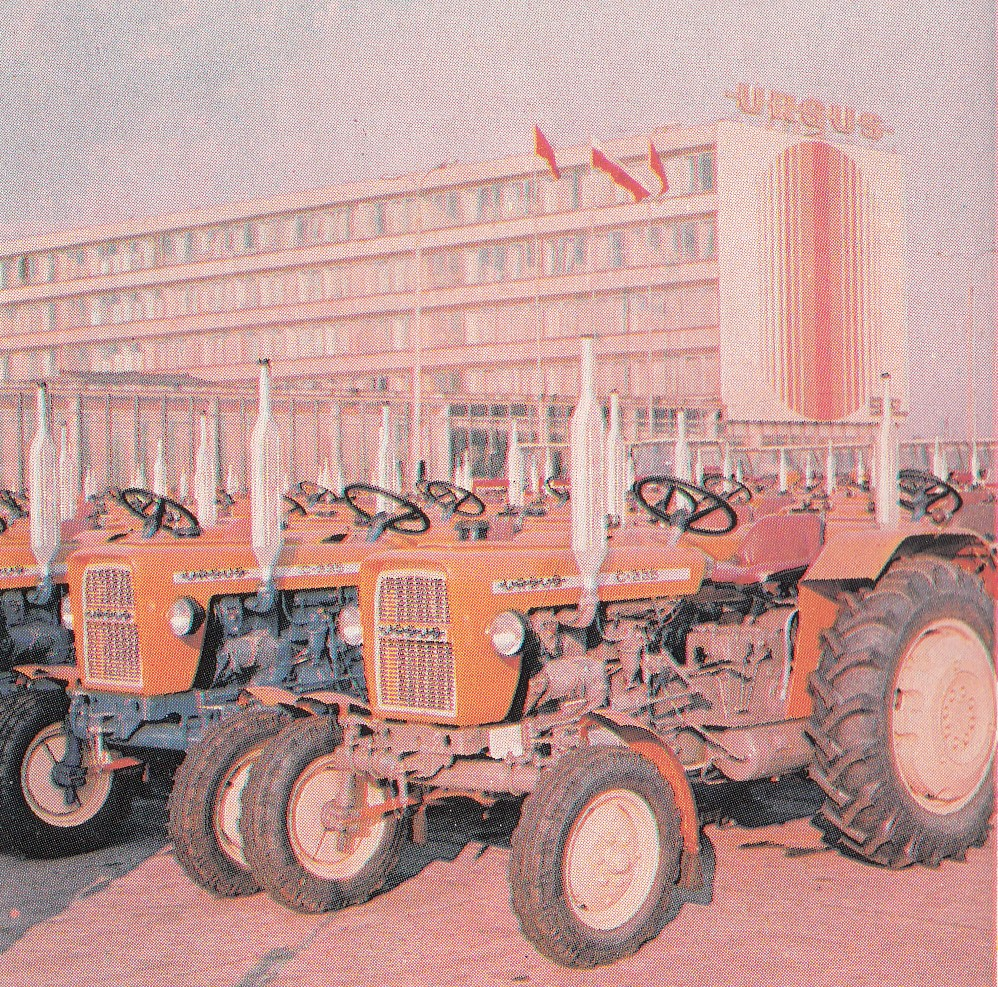
Zakłady Przemysłu Ciągnikowego „Ursus”, lata 70. XX wieku

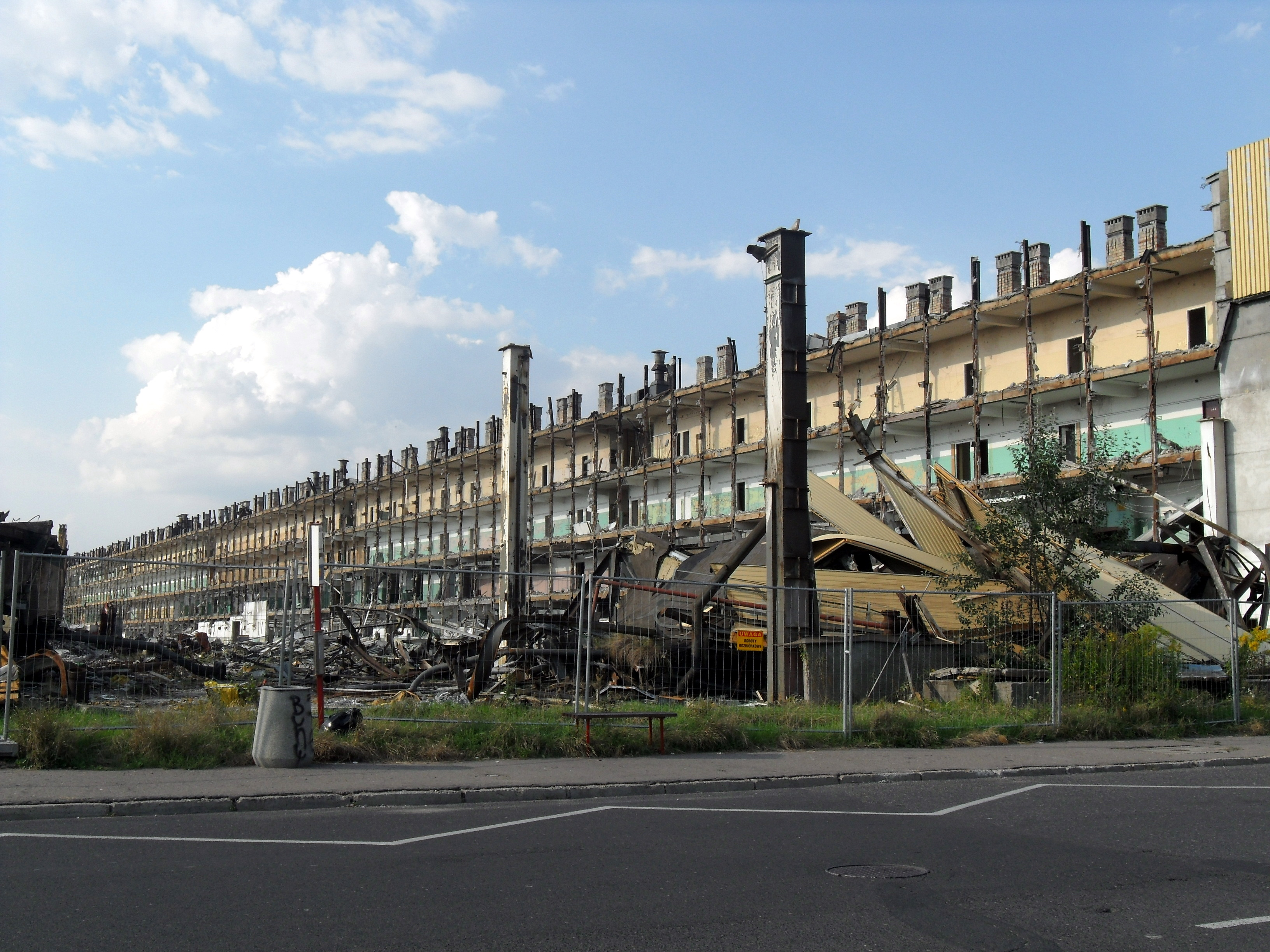
Rozbiórka zakładów, ul. Posag 7 Panien (2010)

Ursus – dzielnica Warszawy, w latach 1952–1977 samodzielne miasto.
Jest jedną z 18 jednostek pomocniczych m.st. Warszawy.

## Informacje ogólne
Miejski System Informacji dzieli Ursus na pięć obszarów:
- Skorosze
- Czechowice
- Szamoty
- Niedźwiadek
- Gołąbki

Ursus graniczy:
- od zachodu z Piastowem
- od północy z dzielnicami Bemowo i Włochy oraz gminą Ożarów Mazowiecki
- od wschodu z dzielnicą Włochy
- od południa z gminą Michałowice

## Historia

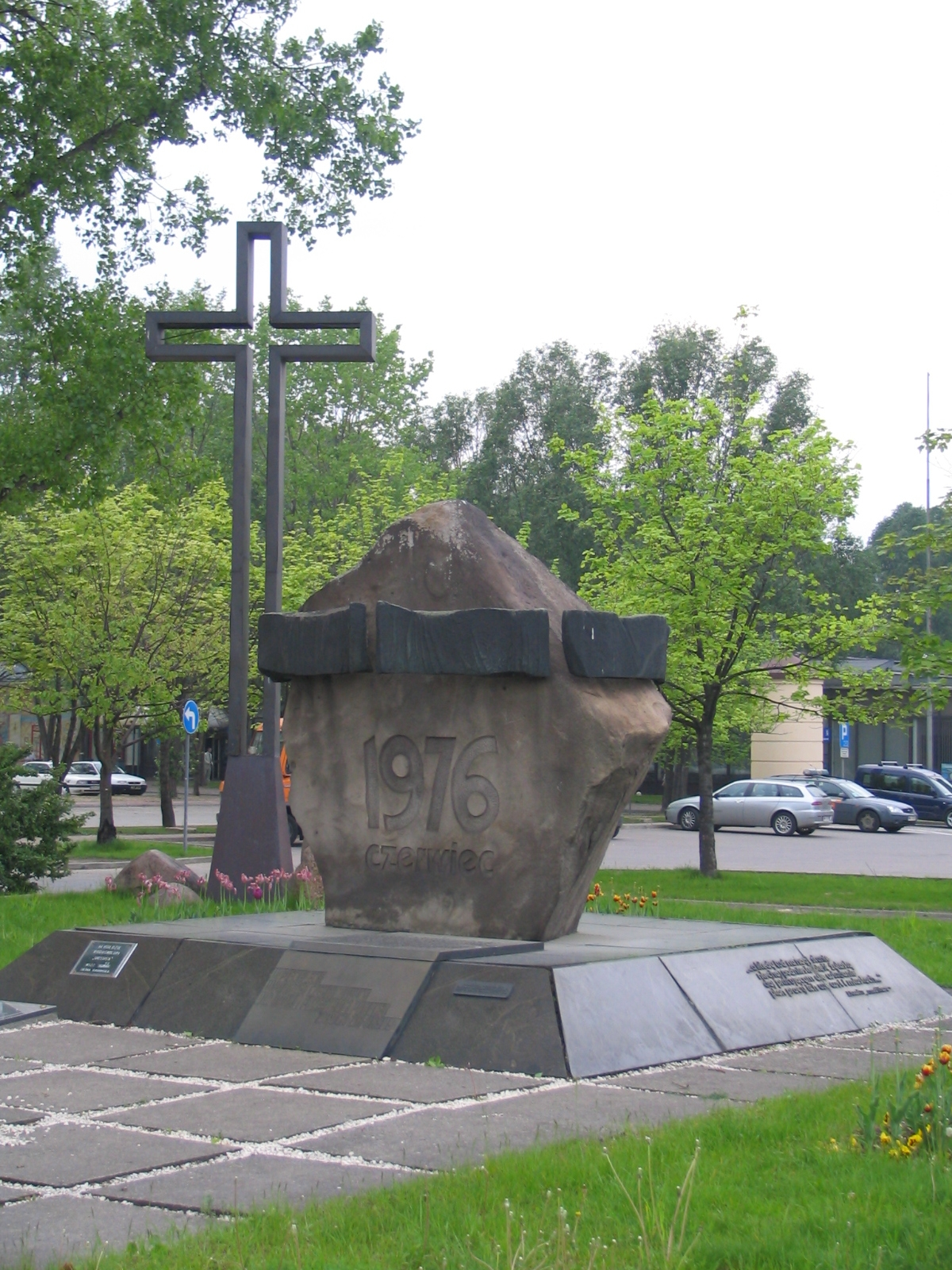
Pomnik Czerwca 1976 autorstwa Leszka Nadstawnego przed Urzędem dzielnicy Ursus

Na terenie dzisiejszego Ursusa od XIV wieku istniały trzy wsie: Czechowice, Skorosze i Szamoty, w późniejszym okresie również Gołąbki. Dopiero XX wiek przyczynił się do rozwoju tych miejscowości. Gdy w 1916 r. pobliski Pruszków z gminy przekształcił się w miasto, siedzibą gminy stały się Skorosze. Pierwszym wójtem został człowiek wywodzący się z tych ziem – Władysław Hass. Był potomkiem Józefa Haasa. Bracia Józef i Krystian Haasowie w połowie XIX w. nabyli te ziemie od ówczesnego prezydenta Warszawy Teodora Andraulta de Langerona. Józef był właścicielem Skoroszy, Krystian zaś Czechowic i częściowo Szamot. Syn Krystiana Franciszek na początku lat 20. XX wieku sprzedał swój majątek na terenie którego powstały zakłady i osiedle robotnicze.
W 1923 r. na terenie Szamot oddano do użytku fabrykę Zakładów Mechanicznych „Ursus”. Sąsiedztwo przemysłu przekształciło Czechowice w osiedle przyfabryczne. Mimo iż kryzys lat trzydziestych wyhamował rozkwit miejscowości, wieś liczyła w 1939 r. około 7 tys. mieszkańców i na swoim terenie miała szkołę powszechną, posterunek policji i przystanek kolejowy Ursus.
W latach 1939–1945 Niemcy przejęli fabrykę i produkowali tam uzbrojenie. W trakcie wojny, w zakładach produkowano nielegalnie zapalniczki zwane „sabotażówkami” – dochód z nich zasilał polskie podziemie. W 1945 r., w trakcie wycofywania się wojsk niemieckich z terenów Czechowic próbowano wysadzić zakłady mechaniczne, jednak nie udało się to dzięki akcji polskich partyzantów.
Lata wojny to także konspiracja antyniemiecka. Na terenie Czechowic działała 10 kompania „Kordian” stanowiąca część trzeciego batalionu VI rejonu AK „Helenów”. Z tych terenów wywodzi się również część Batalionu „Miotła”, który w Zgrupowaniu „Radosław” walczył w powstaniu warszawskim. Powstała też kompania 7 pułku „Garłuch-Madagaskar”. W budynku przy ul. Bohaterów Warszawy 31 w okresie od sierpnia 1944 do stycznia 1945 roku mieścił się powstańczy szpital "Kordian" należący do VI rejonu Armii Krajowej, o czym informuje pamiątkowa tablica.
Tuż po wojnie, już w 1945 r. w zakładach zaczęto prace studyjne nad produkcją ciągnika rolniczego na bazie niemieckiego ciągnika Lanz-Buldog. Od 1947 r. miejscowość zaczęła się ponownie rozwijać dzięki rozpoczęciu produkcji tego ciągnika.
1 lipca 1952 roku Czechowice, Skorosze, Szamoty, Gołąbki i Grabkowo zostały połączone w jedno miasto Czechowice, któremu z dniem 8 maja 1954 roku zmieniono nazwę na Ursus.
Ursus szybko się rozwijał, przede wszystkim za sprawą fabryki. W latach 1968–1978 powstało w Ursusie największe osiedle mieszkaniowe Niedźwiadek składające się przeważnie z wysokich bloków. 1 sierpnia 1977 r. Ursus został przyłączony do Warszawy i stał się częścią dzielnicy Ochota. 1 stycznia 1993 roku Ursus został wyłączony z Ochoty jako ósma dzielnica warszawska. W wyniku zmiany ustroju m.st. Warszawy dokonanej na mocy ustawy z dnia 25 marca 1994 roku Warszawa stała się związkiem komunalnym 11 gmin, w którego skład wchodziła gmina Warszawa-Ursus. Następnie, na podstawie ustawy z dnia 15 marca 2002 roku o ustroju miasta stołecznego Warszawy stolica Rzeczypospolitej Polskiej miasto stołeczne Warszawa stała się gminą mającą status miasta na prawach powiatu, a Ursus jedną z 18 dzielnic.
25 czerwca 1976 r. w Zakładach Mechanicznych Ursus rozpoczęły się strajki w proteście przeciwko podwyżkom cen żywności. Na kilkanaście godzin zablokowane zostały linie kolejowe, co doprowadziło do brutalnej pacyfikacji dokonanej przez milicję, a następnie do procesów i surowych wyroków dla organizatorów. W trakcie protestów zatrzymano pociągi jadące trasą przez Ursus, próbowano nawet przeciąć tory.
20 sierpnia 1990 miała miejsce katastrofa kolejowa w Ursusie; w jej wyniku poniosło śmierć 16 osób, a 64 zostały ranne. Jest ona największym wypadkiem kolejowym w Polsce po 1989 roku.

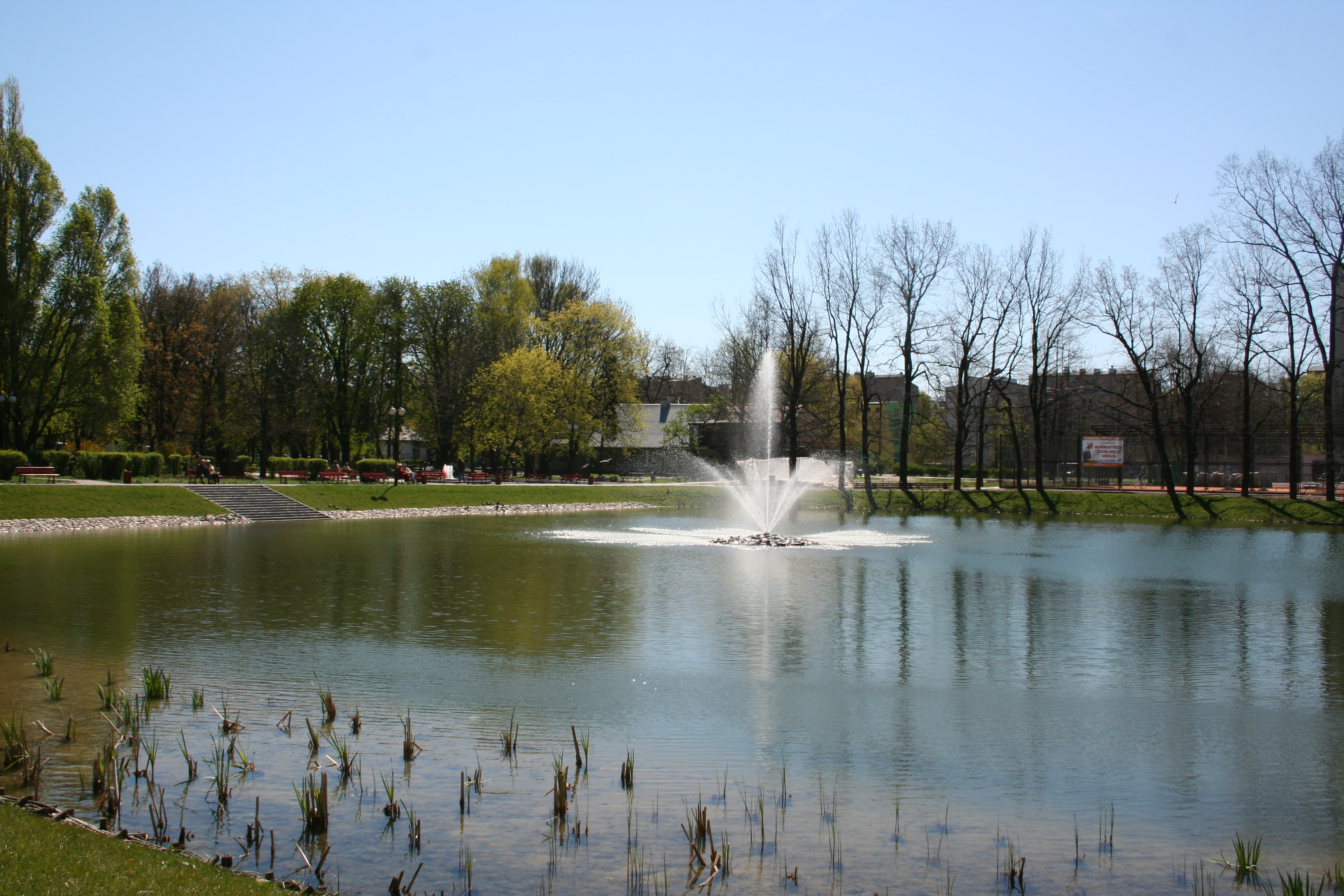
Park Achera

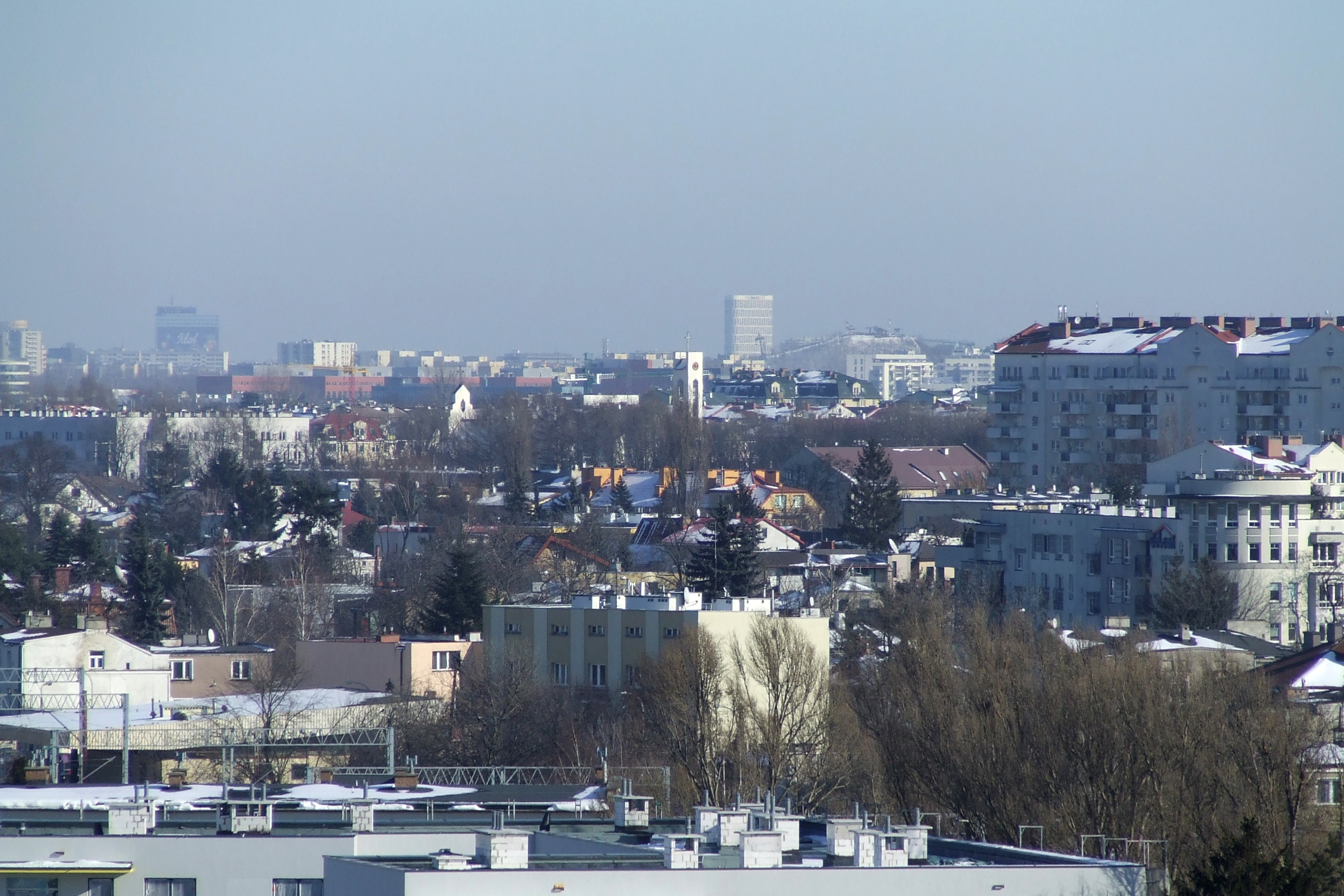
Ursus, Włochy i Ochota widziane z Niedźwiadka

W Ursusie znajdują się trzy parki: Czechowicki, Hassów i Achera (nazwany imieniem dawnego posiadacza ziemskiego w Ursusie – Franciszka Adolfa Achera, na którego dawnych terenach stoi obecnie ten park).
12 września 2008 r. dzielnica Ursus podpisała porozumienie o współpracy z rejonem szewczenkowskim w Kijowie.

## Rada Dzielnicy
| Ugrupowanie                           | Kadencja 2002-2006 | Kadencja 2006-2010 | Kadencja 2010-2014 | Kadencja 2014-2018 | Kadencja 2018-2023       | Kadencja 2024-2029       |
| ------------------------------------- | ------------------ | ------------------ | ------------------ | ------------------ | ------------------------ | ------------------------ |
| Sojusz Lewicy Demokratycznej          | 4 (SLD-UP)         | –                  | –                  | –                  | –                        | –                        |
| Nasz Ursus                            | 2                  | –                  | –                  | –                  | –                        | –                        |
| Niezależni Ursus                      | 2                  | –                  | –                  | –                  | –                        | –                        |
| Liga Ursus                            | 1                  | –                  | –                  | –                  | –                        | –                        |
| Prawo i Sprawiedliwość                | 5                  | 6                  | 5                  | 8                  | 7                        | 6                        |
| Stowarzyszenie Obywatelskie w Ursusie | 7                  | 8                  | 9                  | 6                  | 8                        | 5                        |
| Platforma Obywatelska                 | –                  | 7                  | 7                  | 8                  | 8 (Koalicja Obywatelska) | 9 (Koalicja Obywatelska) |
| Razem dla Ursusa                      | –                  | –                  | –                  | 1                  | –                        | –                        |
| Bezpieczny i Zielony Ursus            | –                  | –                  | –                  | –                  | –                        | 3                        |

### Burmistrzowie
- 1993 – Henryk Linowski
- 1994–1998 Henryk Linowski
- 1998–2002 Henryk Linowski
- 2002–2003 Anna Gołębiowska
- 2003–2006 Maria Łukaszewicz
- 2006–2010 Bogdan Olesiński
- 2010–2014 Wiesław Krzemień
- 2014–2018 Urszula Kierzkowska
- od 2018 Bogdan Olesiński

## Zmiany nazw ulic
Od 1977 r., gdy Ursus został przyłączony do stolicy, niektóre nazwy ulic zmieniono, aby w obrębie Warszawy nie było dwóch ulic o takich samych nazwach.
| Nazwa pierwotna                                                              | Nazwa obecna                  |
| ---------------------------------------------------------------------------- | ----------------------------- |
| Sosnowa (do 1977) Brygad Międzynarodowych (1979.01.01–1990.12.13)            | Kompanii Kordian              |
| Zofii Nałkowskiej (do 1977) Stefana Królikowskiego (1977–1990.12)            | Orląt Lwowskich               |
| Wawelska i Romualda Traugutta (do 1977) Piotra Kupidłowskiego (1977–1990.12) | Kazimierza Sosnkowskiego      |
| Henryka Sienkiewicza (do 1977) Jana Mizerkiewicza (1977–1990.12)             | Stanisława Wojciechowskiego   |
| Przodowników Pracy (1955–1990.12)                                            | Walerego Sławka               |
| Hanki Sawickiej (1977–1990.12)                                               | Kazimierza Pużaka             |
| Aleksandra Waszkiewicza (1977–1990.12)                                       | Plutonu Torpedy               |
| Tadeusza Żarskiego (1977–1990.12)                                            | Andrzeja Szomańskiego         |
| Bohdana Żołądkowskiego                                                       | Elżbiety Rakuszanki           |
| Ignacego Paderewskiego                                                       | Michała Spisaka               |
| Kubusia Puchatka                                                             | Tomcia Palucha                |
| Wawelska                                                                     | Gen. Kazimierza Sosnkowskiego |
| Wojska Polskiego                                                             | Orłów Piastowskich            |
| Słoneczna                                                                    | Zielonogórska                 |
| Inżynierska                                                                  | Karola Adamieckiego           |
| Józefa Stalina                                                               | Bohaterów Warszawy            |
| Michała Wołodyjowskiego                                                      | Mariana Keniga                |

## Ursus w filmie
W 1977 roku nakręcono propagandowy dokumentalno-edukacyjny film Ludzie dobrej roboty (reż. Kazimierz Sheybal) przedstawiający „historię i dzieje dzisiejsze“ Zakładów Mechanicznych Ursus.